# Stadtpfarrkirche Leibnitz

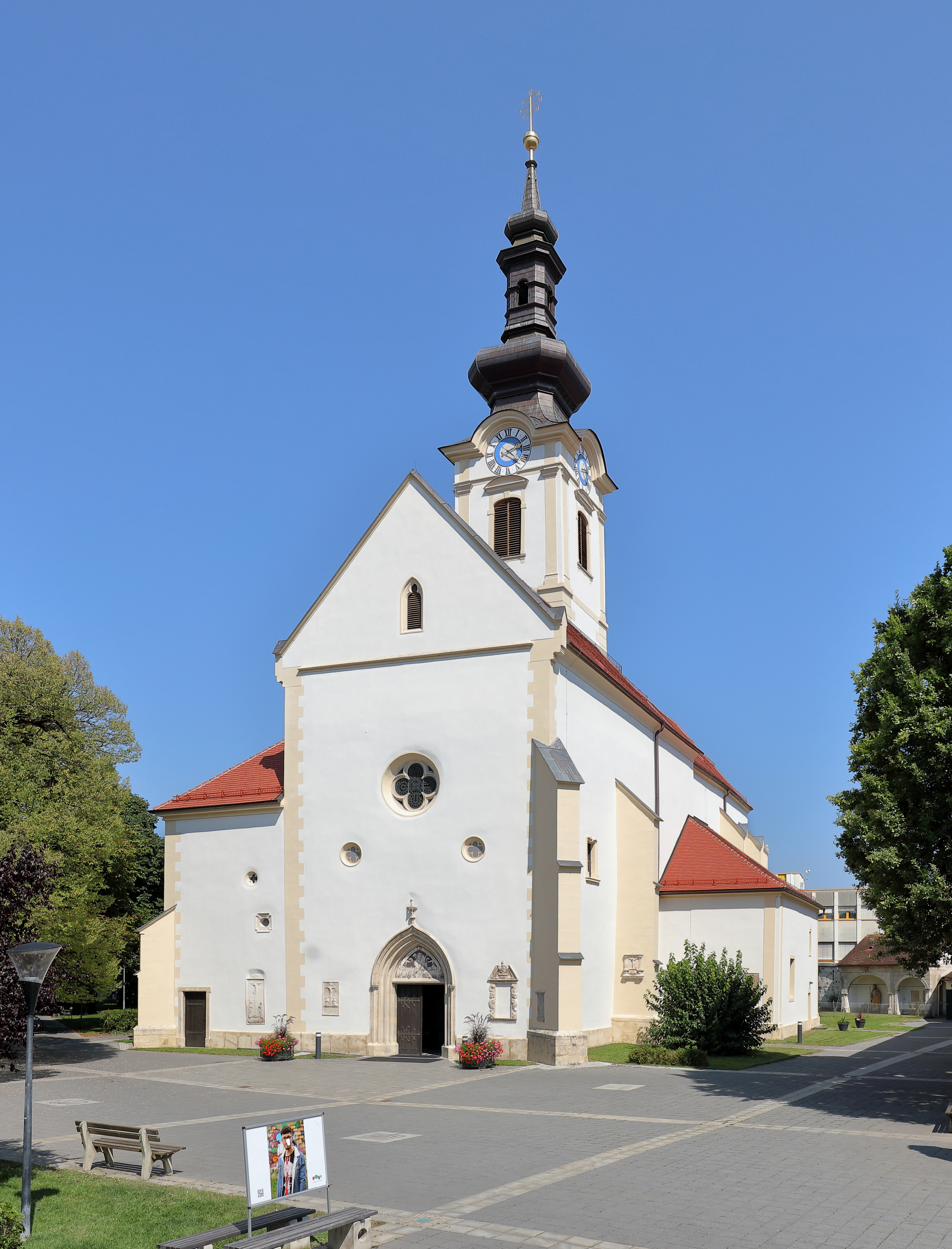
Katholische Pfarrkirche hl. Jakobus der Ältere in Leibnitz

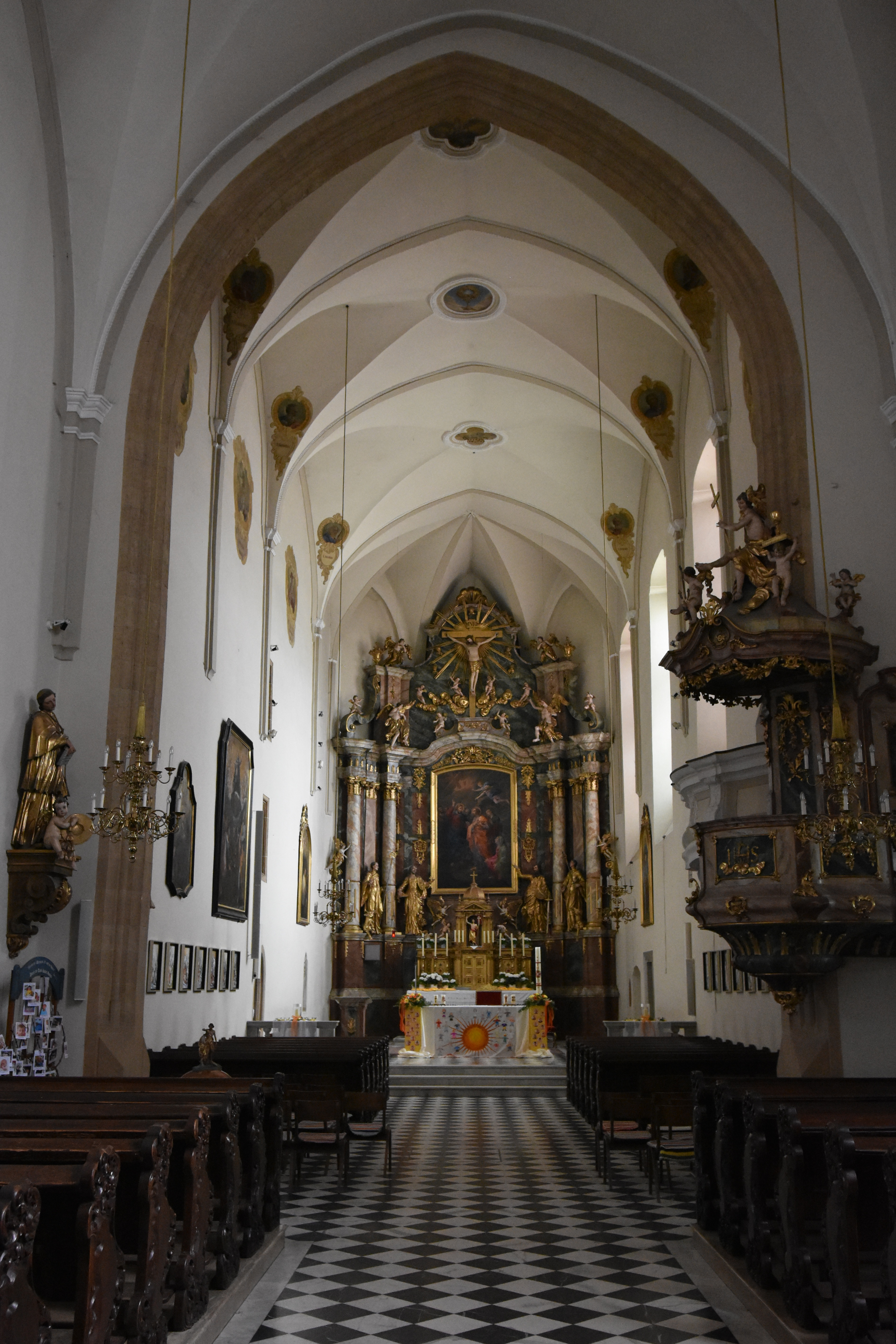
Langhaus, Blick in den Chor

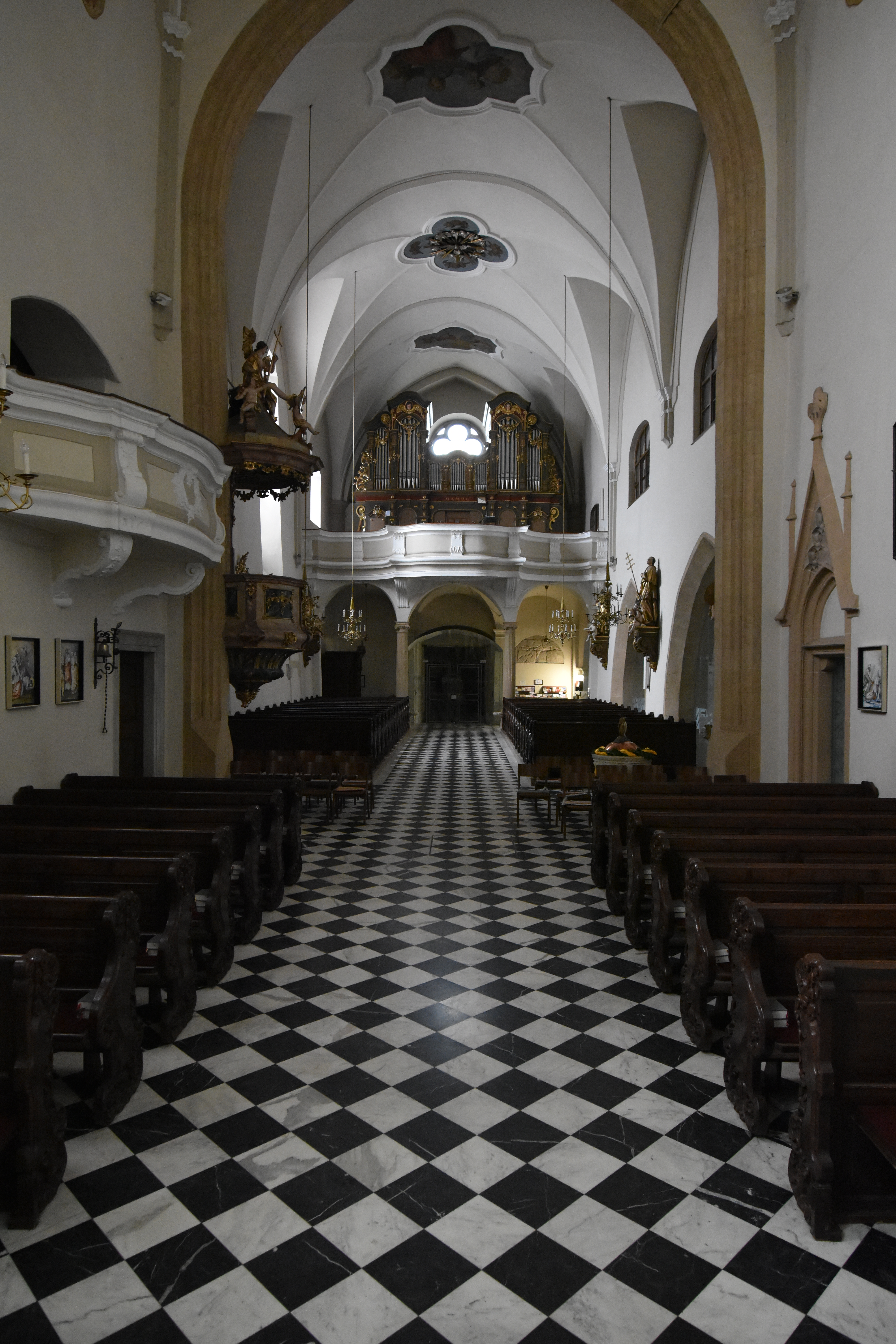
Chor, Blick ins Langhaus zur Empore

Die römisch-katholische Stadtpfarrkirche Leibnitz steht in der Stadtgemeinde Leibnitz im Bezirk Leibnitz in der Steiermark. Die dem Patrozinium des hl. Jakobus der Ältere unterstellte Pfarrkirche gehört zur Region Südweststeiermark (Dekanat Leibnitz) in der Diözese Graz-Seckau. Die Kirche steht unter Denkmalschutz (Listeneintrag).

## Geschichte
Urkundlich wurde 1170 eine Kirche genannt. Die Filialkirche der Stadtpfarrkirche Leibnitz wurde 1948 zur Pfarrkirche erhoben.
Nach Zerstörungen beim Türkeneinfall 1532 und einem Brand 1704 und die Renovierung 1903 zeigt die Kirche einen uneinheitlichen Baubestand. 1947 war eine Restaurierung. 1980 wurde die Kirche innen restauriert.

## Architektur
Das Kirchenäußere zeigt am Langhaus einfache Strebepfeiler und am Chor mehrfach abgestufte Strebepfeiler. Die gotischen Chorschlussfenster sind vermauert. Das kielbogige verstäbte Westportal mit einer Kreuzblume wurde 1903 mit der Hauptfront überarbeitet. Nördlich des Chores steht der Turm aus dem 15. Jahrhundert, die unteren vier Geschoße wurden ummantelt und daher besonders wuchtig, das fünfte Geschoß mit Eckpilastern wurde damals aufgesetzt, der Turm trägt eine Zwiebel mit einer hohen Laterne. Die Taufkapelle steht südlich am Chor. Eine Kapelle steht südlich des dritten Joches des Langhauses 1667.
Das Kircheninnere zeigt ein im Kern romanisches Langhaus aus dem 13. Jahrhundert, die Strebepfeiler und die Einwölbung sind wohl aus dem 15. Jahrhundert. Der etwas nach Norden versetzte und mit einem Achsknick etwas nach Süden gerückte hohe und lange dreijochige Chor aus der Mitte des 14. Jahrhunderts hat einen Fünfachtelschluss. Im Langhaus und Chor wurden die gotischen Gewölberippen entfernt, die Gewölbe zeigen Gurtbögen und Eierstabstuck. Das niedrige nördliche spätgotische dreijochige Seitenschiff hat ein Kreuzrippengewölbe aus dem 15. Jahrhundert. Die südliche Kapelle im Langhaus zeigt Eierstabstuck. Die dreiachsige Westempore steht auf Säulen mit ionischen Kapitellen 1623, die reich geschwungene Bürstung zeigt Stuck um die Mitte des 18. Jahrhunderts. Auch über dem nördlichen Seitenschiff befindet sich eine Empore. 

## Einrichtung
Den Hochaltar aus 1782 schuf der Tischler Johann Kern und der Bildhauer Jakob Peyer, er zeigt das Altarbild Berufung des hl. Jakobus von Josef Wonsiedler 1845. Der Tabernakel ist aus dem Anfang des 19. Jahrhunderts.
Es gibt ein Bild Mariä Himmelfahrt, der Überlieferung nach von Ercole Procaccini, die Bilder hl. Aloysius und Vermählung Mariens von Ernst Chr. Moser 1861. Unter der Westempore gibt es drei barocke Heiligenbilder teils in der Art von Jakob Zanusi.

## Grabdenkmäler
Außen
- Zwischen den südlichen Strebepfeilern des Chores befinden sich zwei Grabnischen, eine spätgotisch aus der ersten Hälfte des 16. Jahrhunderts in der Bogenkehle mit Weinranken, die andere um 1600.
- Zwei weitere Nischen befinden sich in der Friedhofsmauer, eine nennt 1595, die andere ist aus dem 17. Jahrhundert.

Innen und Außen Grabsteine teils mit Relief Gekreuzigter
- zu Bartholomeo Montiano Maurermeister aus Mailand gestorben 1656
- zu Martin Kirchmayr gestorben 1684
- zu Wilhelm Storer Bildhauer gestorben 1696 und dessen Sohn Domenicus Storer gestorben 1688
- zu Matthias Ebenberger gestorben 1718
- zu Jakob Puntschart Steinmetzmeister gestorben 1754